# Église Saint-Hilaire de Brucheville
Pour les articles homonymes, voir Église Saint-Hilaire.
L'église Saint-Hilaire de Brucheville est un édifice catholique qui se dresse sur le territoire de l'ancienne commune française de Brucheville, dans le département de la Manche, en région Normandie.
L'église est totalement protégée aux monuments historiques.

## Localisation
L'église Saint-Hilaire est située dans le bourg de Brucheville commune déléguée de la commune nouvelle de Carentan-les-Marais, dans le département français de la Manche.

## Description
Le clocher roman, de la deuxième moitié du XIIe siècle, dressé entre le chœur de deux travées de style gothique et la nef remaniée au XVIIIe siècle avec le percement de grandes baies, repose sur une travée richement décoré avec une croisée d'ogives sexpartite et des piles romanes au décor varié : géométrique, animalier, floral. La tour coiffée en bâtière qui présente côté nord et sud un parapet en encorbellement reposant sur des modillons, est percé sur ses quatre faces par deux baies géminées à triple rouleau, légèrement moulurées.
Le portail roman méridionale est orné de seize têtes d'oiseaux mordant un tore et le tympan arbore un semis de fleurettes à quatre pétales, avec au-dessus, dans une arcature, la silhouette de saint Marcouf terrassant le serpent du paganisme.
Le chœur, reconstruit au XIVe siècle, conserve les pierres tombales armoriées des familles Le Jolis et alliées. Celle de Jean Le Jolis, écuyer, sieur de La Haulle et de Rochefort, qui portait : d'azur au chevron d'or accompagné de trois aigles d'argent, et une autre avec les armes d'Alexandre Le Jolis, sieur du Jonquais, mort en 1679 et de son épouse, Françoise Alexandre, morte avant 1674 : coupé d'azur à deux croissants d'or et de gueules à un trèfle du même, à une fasce ondée d'argent brochante sur la partition. Sur ces mêmes pierres tombales certains écus ont une bordure ; ils étaient portés par une famille cadette, les Le Jolis des Roussières.
Dans le cimetière, croix du XVe siècle et if multiséculaire.

## Protection aux monuments historiques
Au titre des monuments historiques :
- la partie médiane datant du XIIe siècle constituant le clocher de l'église est classée par arrêté du 15 juin 1954 ;
- l'église, sauf partie classée, est inscrite par arrêté du 15 juin 1954.

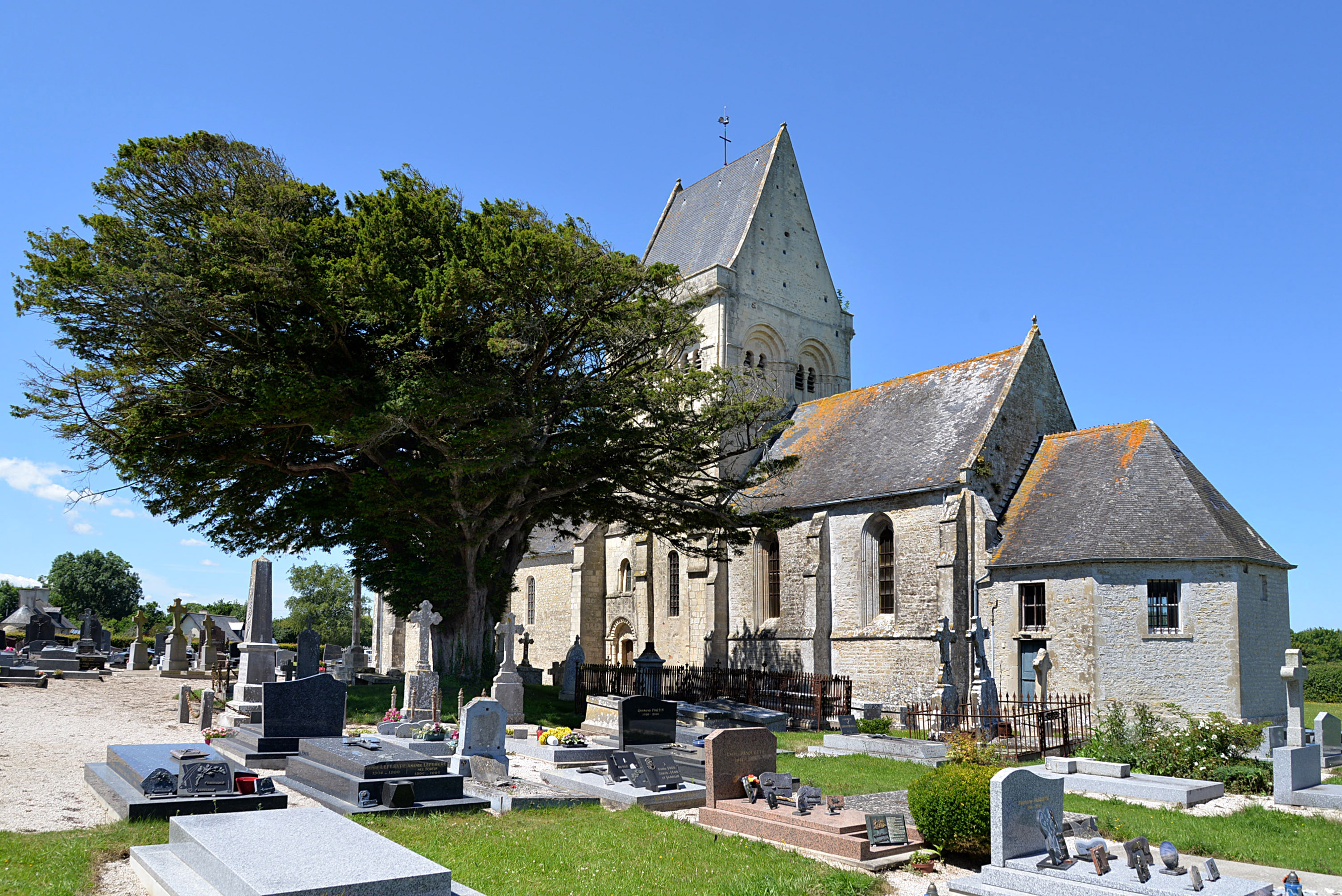
L'église Saint-Hilaire.
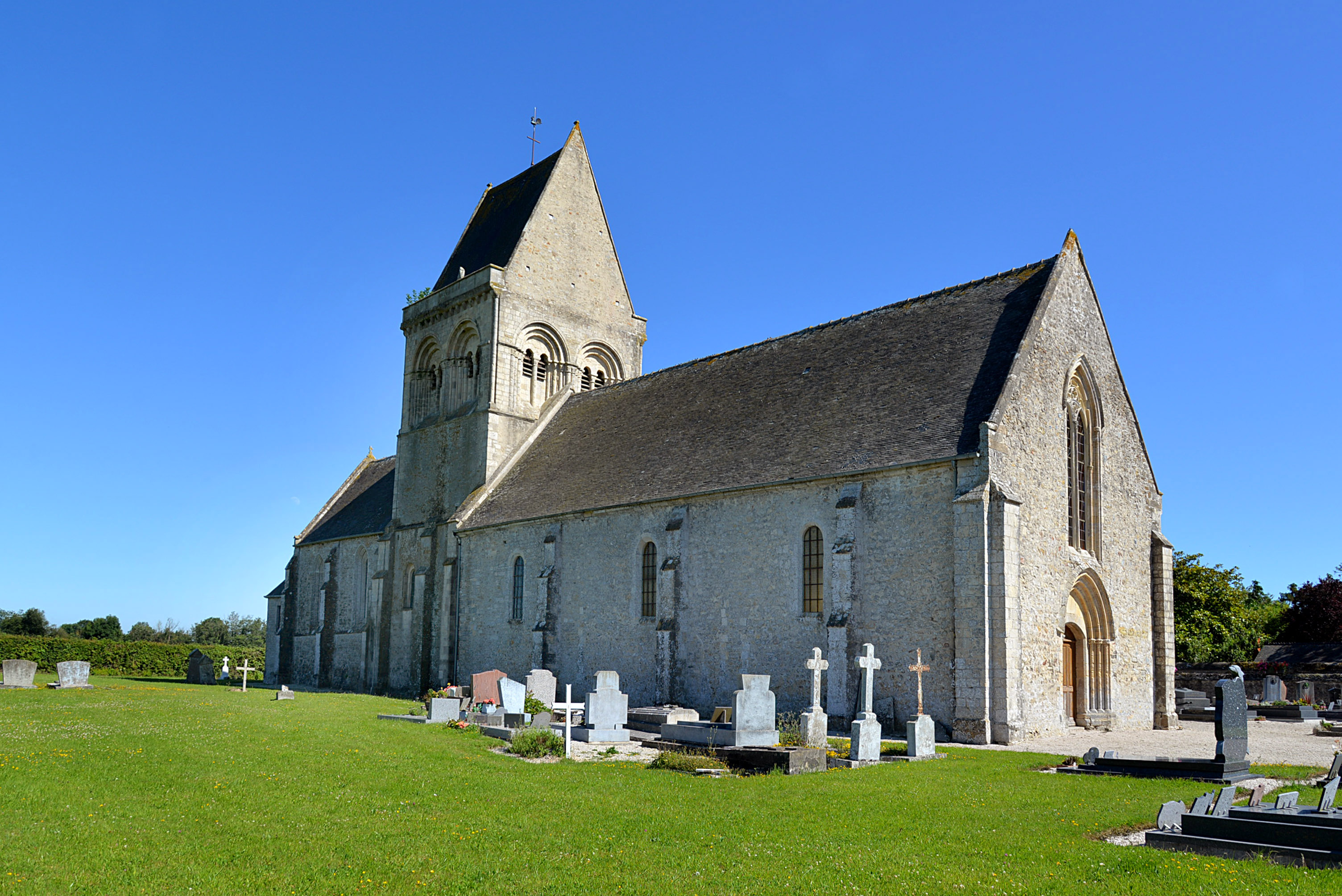
L'église Saint-Hilaire.
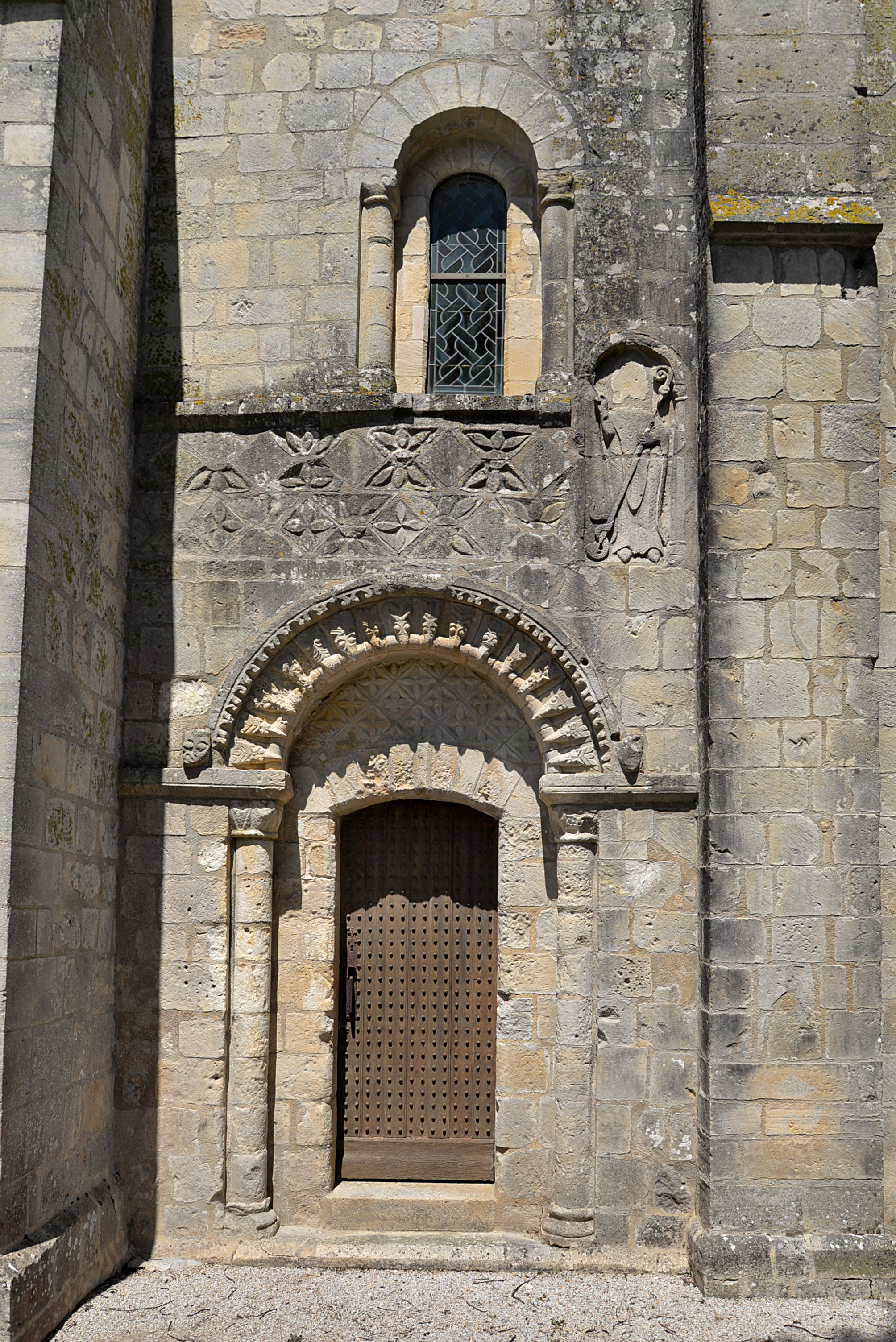
La porte romane sud.

## Mobilier
L'église abrite un maître-autel et son retable (XVIIe siècle), un bas-relief de saint Hilaire terrassant le dragon (XIIe siècle), une chaire à prêcher (XVIIe siècle), un crucifix (XVIe siècle).